# Ding Junhui
Ding Junhui (n. 1 aprilie 1987, Yixing⁠(d), Jiangsu, Republica Populară Chineză) este un jucător profesionist chinez de snooker, ce locuiește în Marea Britanie pe durata sezonului regulat de snooker.

## Începutul
Ding a început să joace snooker la vârsta de nouă ani. El practica acest sport câte opt ore pe zi, muncă ce i-a adus în 2003 locul unu în China.
Ding s-a făcut cunoscut în 2002, când a câștigat Campionatul Asiei dedicat jucătorilor sub 21 de ani, Campionatul Asiei și Campionatul Mondial ISBF Under-21. Nu a putut progresa prea mult în 2003, ambele turnee asiatice de prestigiu fiind anulate datorită prezenței virusului SARS, dar a reușit să ajungă în semifinalele Campionatului Mondial ISBF Under-21, primind astfel o derogare pentru a putea deveni profesionist în septembrie 2003.

## Finalele carierei

### Finale în turnee de clasament: 24 (15 titluri)
| Legendă                          |
| Campionatul Mondial (0–1)        |
| Campionatul Regatului Unit (3–2) |
| Altele (12–9)                    |

| Rezultat | Nr. | An   | Turneu                           | Adversar în finală | Scor  |
| -------- | --- | ---- | -------------------------------- | ------------------ | ----- |
| Campion  | 1.  | 2005 | Openul Chinei                    | Stephen Hendry     | 9–5   |
| Campion  | 2.  | 2005 | Campionatul Regatului Unit       | Steve Davis        | 10–6  |
| Campion  | 3.  | 2006 | Turneul Irlandei de Nord         | Ronnie O'Sullivan  | 9–6   |
| Finalist | 1.  | 2009 | Marele Premiu                    | Neil Robertson     | 4–9   |
| Campion  | 4.  | 2009 | Campionatul Regatului Unit (2)   | John Higgins       | 10–8  |
| Finalist | 2.  | 2010 | Openul Chinei                    | Mark Williams      | 6–10  |
| Campion  | 5.  | 2012 | Openul Galez                     | Mark Selby         | 9–6   |
| Campion  | 6.  | 2013 | Finala Players Tour Championship | Neil Robertson     | 4–3   |
| Campion  | 7.  | 2013 | Mastersul de la Shanghai         | Xiao Guodong       | 10–6  |
| Campion  | 8.  | 2013 | Openul Indian                    | Aditya Mehta       | 5–0   |
| Campion  | 9.  | 2013 | Campionatul Internațional        | Marco Fu           | 10–9  |
| Campion  | 10. | 2014 | Mastersul German Masters         | Judd Trump         | 9–5   |
| Finalist | 3.  | 2014 | Openul Galez                     | Ronnie O'Sullivan  | 3–9   |
| Campion  | 11. | 2014 | Openul Chinei (2)                | Neil Robertson     | 10–5  |
| Finalist | 4.  | 2016 | Campionatul Mondial              | Mark Selby         | 14–18 |
| Campion  | 12. | 2016 | Mastersul de la Shanghai (2)     | Mark Selby         | 10–6  |
| Finalist | 5.  | 2016 | Campionatul Internațional        | Mark Selby         | 1–10  |
| Campion  | 13. | 2017 | Openul Mondial                   | Kyren Wilson       | 10–3  |
| Finalist | 6.  | 2018 | Marele Premiu Mondial            | Ronnie O'Sullivan  | 3–10  |
| Campion  | 14. | 2019 | Campionatul Regatului Unit (3)   | Stephen Maguire    | 10–6  |
| Finalist | 7.  | 2022 | Campionatul Regatului Unit       | Mark Allen         | 7–10  |
| Finalist | 8.  | 2023 | Campionatul Regatului Unit       | Ronnie O'Sullivan  | 7–10  |
| Finalist | 9.  | 2024 | Openul Mondial                   | Judd Trump         | 4–10  |
| Campion  | 15. | 2024 | Campionatul Internațional (2)    | Chris Wakelin      | 10–7  |

### Finale în turnee minore: 7 (4 titluri)
| Rezultat | Nr. | An   | Turneu                                    | Adversar în finală | Scor |
| -------- | --- | ---- | ----------------------------------------- | ------------------ | ---- |
| Campion  | 1.  | 2010 | Players Tour Championship – Event 5       | Jamie Jones        | 4–1  |
| Finalist | 1.  | 2011 | Players Tour Championship – Event 2       | Judd Trump         | 0–4  |
| Finalist | 2.  | 2012 | Asian Players Tour Championship – Event 2 | Stephen Lee        | 0–4  |
| Campion  | 2.  | 2012 | Openul Scoțian                            | Anthony McGill     | 4–2  |
| Finalist | 3.  | 2013 | Ruhr Open                                 | Mark Allen         | 1–4  |
| Campion  | 3.  | 2014 | Yixing Open                               | Michael Holt       | 4–2  |
| Campion  | 4.  | 2015 | Haining Open                              | Ricky Walden       | 4–3  |

### Finale în turnee invitaționale: 14 (6 titluri)
| Legendă              |
| The Masters (1–1)    |
| Premier League (0–1) |
| Altele (5–6)         |

| Rezultat | Nr. | An   | Turneu                                  | Adversar în finală | Scor             |
| -------- | --- | ---- | --------------------------------------- | ------------------ | ---------------- |
| Finalist | 1.  | 2005 | Jocurile Mondiale                       | Gerard Greene      | 3–4              |
| Finalist | 2.  | 2007 | The Masters                             | Ronnie O'Sullivan  | 3–10             |
| Campion  | 1.  | 2008 | Jiangsu Classic                         | Mark Selby         | 6–5              |
| Campion  | 2.  | 2008 | World Series of Snooker Varșovia        | Ken Doherty        | 6–4              |
| Finalist | 3.  | 2008 | World Series of Snooker Moscova         | John Higgins       | 0–5              |
| Finalist | 4.  | 2009 | Jiangsu Classic                         | Mark Allen         | 0–6              |
| Finalist | 5.  | 2010 | Wuxi Classic                            | Shaun Murphy       | 8–9              |
| Finalist | 6.  | 2010 | Power Snooker                           | Ronnie O'Sullivan  | 258–572 (puncte) |
| Campion  | 3.  | 2011 | The Masters                             | Marco Fu           | 10–4             |
| Finalist | 7.  | 2011 | Premier League                          | Ronnie O'Sullivan  | 1–7              |
| Campion  | 4.  | 2012 | Championship League                     | Judd Trump         | 3–1              |
| Campion  | 5.  | 2016 | Campionatul Mondial Șase Bile Roșii     | Stuart Bingham     | 8–7              |
| Finalist | 8.  | 2018 | Campionatul Mondial Șase Bile Roșii     | Kyren Wilson       | 4–8              |
| Campion  | 6.  | 2023 | Campionatul Mondial Șase Bile Roșii (2) | Thepchaiya Un-Nooh | 8–6              |

### Finale pe echipe: 3 (2 titluri)
| Rezultat | Nr. | An   | Turneu                | Echipa  | Adversar(i) în finală | Scor |
| -------- | --- | ---- | --------------------- | ------- | --------------------- | ---- |
| Campion  | 1.  | 2011 | Cupa Mondială         | China   | Irlanda de Nord       | 4–2  |
| Campion  | 2.  | 2017 | Cupa Mondială (2)     | China A | Anglia                | 4–3  |
| Finalist | 1.  | 2017 | CVB Snooker Challenge | China   | Marea Britanie        | 9–26 |

### Finale Pro-am: 4 (2 titluri)
| Rezultat | Nr. | An   | Turneu                    | Adversar în finală | Scor |
| -------- | --- | ---- | ------------------------- | ------------------ | ---- |
| Campion  | 1.  | 2002 | Jocurile Asiatice         | Supoj Saenla       | 3–1  |
| Campion  | 2.  | 2006 | Jocurile Asiatice (2)     | Liang Wenbo        | 4–2  |
| Finalist | 1.  | 2010 | Jocurile Asiatice         | Marco Fu           | 2–4  |
| Finalist | 2.  | 2013 | Jocurile Asiatice în sală | Cao Yupeng         | 2–4  |

### Finale la amatori: 3 (3 titluri)
| Rezultat | Nr. | An   | Turneu                       | Adversar în finală | Scor |
| -------- | --- | ---- | ---------------------------- | ------------------ | ---- |
| Campion  | 1.  | 2002 | Campionatul Asiei Under-21   | Pramual Janthad    | 6–2  |
| Campion  | 2.  | 2002 | Campionatul Mondial Under-21 | David John         | 11–9 |
| Campion  | 3.  | 2002 | Campionatul Asiei            | Keith E. Boon      | 8–1  |